# Team (bài hát của Lorde)
"Team" là một bài hát bởi nghệ sĩ phòng thu New Zealand, Lorde, được đưa vào album phòng thu đầu tay của cô, Pure Heroine (2013). Bài hát được phát hành vào ngày 13 tháng 9 năm 2013 như đĩa đơn toàn cầu thứ ba từ album (thứ hai tại Anh) bởi Universal Music Group, và thứ hai tại Mỹ bởi Lava và Republic Records. Bài hát được viết bởi Lorde và Joel Little và sản xuất bởi Little, với sản xuất bổ sung từ chính Lorde.
"Team" nói chung được đánh giá tốt bởi hầu hết các nhà phê bình, đã ca ngợi phong cách âm nhạc của nó, nội dung và giọng hát của Lorde trong bài hát. Đĩa đơn giành được thành công trên các bảng xếp hạng trên toàn thế giới, đạt vị trí số 6 trên bảng xếp hạng US Billboard Hot 100. Nó đã thành công hơn tại châu Đại Dương, đạt vị trí số 19 ở Úc và đạt vị trí số 3 ở New Zealand. "Team" đã được chứng nhận đĩa bạch kim bởi Australian Recording Industry Association và Recorded Music NZ.

## Danh sách bài hát
Digital download
1. "Team" – 3:13

## Bảng xếp hạng
| Bảng xếp hạng (2013–14)                    | Vị trí cao nhất |
| ------------------------------------------ | --------------- |
| Úc (ARIA)                                  | 19              |
| Áo (Ö3 Austria Top 40)                     | 10              |
| Bỉ (Ultratip Flanders)                     | 6               |
| Bỉ (Ultratop 50 Wallonia)                  | 24              |
| Canada (Canadian Hot 100)                  | 3               |
| Canada AC (Billboard)                      | 6               |
| Canada CHR/Top 40 (Billboard)              | 2               |
| Canada Hot AC (Billboard)                  | 2               |
| Canada Rock (Billboard)                    | 15              |
| Croatia (Airplay Radio Chart)              | 10              |
| Cộng hòa Séc (Rádio Top 100)               | 11              |
| Cộng hòa Séc (Singles Digitál Top 100)     | 25              |
| Đan Mạch (Tracklisten)                     | 20              |
| Pháp (SNEP)                                | 24              |
| Đức (GfK)                                  | 20              |
| Ireland (IRMA)                             | 32              |
| Israel (Media Forest)                      | 10              |
| Italy (FIMI)                               | 19              |
| Lebanon (The Official Lebanese Top 20)     | 1               |
| Mexico (Monitor Latino)                    | 10              |
| Hà Lan (Dutch Top 40)                      | 25              |
| New Zealand (Recorded Music NZ)            | 3               |
| Scotland (OCC)                             | 25              |
| Slovakia (Rádio Top 100 Oficiálna)         | 25              |
| Slovakia (Singles Digitál Top 100)         | 29              |
| Tây Ban Nha (PROMUSICAE)                   | 45              |
| Thụy Điển (Sverigetopplistan)              | 39              |
| Thụy Sĩ (Schweizer Hitparade)              | 14              |
| Anh Quốc (OCC)                             | 29              |
| Hoa Kỳ Billboard Hot 100                   | 6               |
| Hoa Kỳ Hot Rock Songs (Billboard)          | 2               |
| Hoa Kỳ Adult Contemporary (Billboard)      | 13              |
| Hoa Kỳ Adult Pop Airplay (Billboard)       | 1               |
| Hoa Kỳ Dance/Mix Show Airplay (Billboard)  | 14              |
| Hoa Kỳ Latin Airplay (Billboard)           | 44              |
| Hoa Kỳ Latin Pop Songs (Billboard)         | 27              |
| Hoa Kỳ Pop Airplay (Billboard)             | 2               |
| Hoa Kỳ Rhythmic (Billboard)                | 7               |
| Venezuela Pop/Rock General (Record Report) | 3               |

| Bảng xếp hạng (2013)                   | Vị trí |
| -------------------------------------- | ------ |
| New Zealand (Recorded Music NZ)        | 48     |
| US Hot Rock Songs (Billboard)          | 33     |
| Bảng xếp hạng (2014)                   | Vị trí |
| Canada (Canadian Hot 100)              | 12     |
| Germany (Official German Charts)       | 79     |
| Italy (FIMI)                           | 50     |
| US Billboard Hot 100                   | 18     |
| US Hot Rock Songs (Billboard)          | 2      |
| US Adult Alternative Songs (Billboard) | 5      |
| US Adult Top 40 (Billboard)            | 13     |
| US Alternative Songs (Billboard)       | 11     |
| US Mainstream Top 40 (Billboard)       | 7      |
| US Rhythmic (Billboard)                | 26     |

## Chứng nhận
| Quốc gia                                                                           | Chứng nhận  | Số đơn vị/doanh số chứng nhận |
| ---------------------------------------------------------------------------------- | ----------- | ----------------------------- |
| Úc (ARIA)                                                                          | 2× Bạch kim | 140.000^                      |
| Canada (Music Canada)                                                              | 3× Bạch kim | 0*                            |
| Đan Mạch (IFPI Đan Mạch) streaming                                                 | Bạch kim    | 2,600,000^                    |
| Đức (BVMI)                                                                         | Vàng        | 250.000^                      |
| Ý (FIMI)                                                                           | Bạch kim    | 30.000‡                       |
| New Zealand (RMNZ)                                                                 | 2× Bạch kim | 30.000*                       |
| Thụy Điển (GLF)                                                                    | Bạch kim    | 20.000‡                       |
| Anh Quốc (BPI)                                                                     | Bạc         | 200.000‡                      |
| Hoa Kỳ (RIAA)                                                                      | 3× Bạch kim | 2,450,000                     |
| * Chứng nhận dựa theo doanh số tiêu thụ. ^ Chứng nhận dựa theo doanh số nhập hàng. |             |                               |